# Trolejbusy w Breście
Trolejbusy w Breście − zlikwidowany system komunikacji trolejbusowej we francuskim mieście Brest, działający w latach 1947−1970.

## Historia
Pierwszą linię trolejbusową uruchomiono 29 lipca 1947 na dawnej trasie tramwajowej linii nr 2: Gares – Lambézellec. 23 października 1948 uruchomiono drugą linię po dawnej linii tramwajowej nr 3: Gares – Saint Marc. 17 lipca 1951 otwarto nową linię trolejbusową łączącą Petit Paris (Place de Strasbourg) z Saint Pierre-Quilbignon. W 1954 w mieście były 4 linie trolejbusowe:
- 1H: Place de Strasbourg – Saint Pierre-Quilbignon (7,1 km)
- 1S: Place de Strasbourg – Saint Pierre-Quilbignon (6,2 km)
- 2: Lambézellec – Prat-Lédan (5 km)
- 3: Gares – Saint Marc (3,8 km)

W 1956 na odcinku Place de la Liberté − Gares została zlikwidowana linia nr 3 oraz została przedłużono do Prat-Lédan. Ostatnia rozbudowa sieci miała miejsce w 1961. W latach 1963−1965 planowano budowę trzech nowych odcinków do: Moulin Blanc, Pont Neuf, Kergonan, których jednak nigdy nie wybudowano. Trolejbusy zlikwidowano 9 listopada 1970.

## Tabor
W 1947 posiadano 12 trolejbusów typu Vétra-Renault CS60 o nr 1−12. W 1951 zakupiono 11 trolejbusów Vétra-Renault VBR, które oznaczono nr od 30 do 40. W 1957 zakupiono trzy trolejbusy Vétra-Berliet ELR (nr 41−43).